# Antonio de Gálvez y Gallardo
Antonio de Gálvez y Gallardo, (Macharaviaya, 28 de septiembre de 1728-Madrid, 29 de diciembre de 1792), militar y político español. Hermano de Matías, José y Miguel, padre de María Rosa y tío de Bernardo.

## Biografía
Antonio de Gálvez y Gallardo nació en Macharaviaya el 29 de septiembre de 1728., hijo de Antonio de Gálvez y García de Carvajal y de Ana Gallardo y Cabrera. El menor de los 4 hermanos de la importante familia Gálvez, de la que fue el miembro menos importante, Antonio siguió la carrera militar. Fue el menos dotado y más corrupto de los hermanos, que aprovechó el poder de la familia en su propio beneficio.
Casó con Mariana Ramírez de Velasco en 1750, con la que no tuvo hijos, aunque criaron y más tarde adoptaron a una niña, María Rosa de Gálvez, posiblemente su hija natural, que llegaría a ser autora de teatro de notable éxito en la corte de Carlos IV.
Nombrado administrador general de la renta del tabaco en Canarias gracias a la influencia de su hermano José, en 1777 tuvo un incidente con el pirata marroquí Alí Pérez, que capturó la embarcación en la que se dirigía a tomar posesión de su cargo, y la llevó al puerto de Salé (Marruecos). Sus intentos de quedar libre amenazaron las delicadas negociaciones que en aquel momento llevaban a cabo España y Marruecos y fue liberado por intercesión de un fraile franciscano llegado a la corte del sultán como enviado de Carlos III. Libre al cabo de dos meses, se le cambió el cargo por el de administrador del puerto de Cádiz. Como tal, fue incapaz de acabar con el contrabando de mercancías, abundante y de gran tradición. En 1783, se lo ascendió a coronel. Fallecido José, la Corona ordenó una inspección de la labor de Antonio, que no acabó con su condena ante la influencia que aún conservaba la familia en la corte.
Relevado de su cargo con una pensión, durante su estancia en Cádiz había logrado amasar una considerable fortuna. Siempre en apuros económicos por el despilfarro que realizaba, a su muerte dejó a su viuda bastantes deudas. falleció en Madrid el 29 de diciembre de 1792. A diferencia del resto de hermanos, pidió que lo inhumasen en el real convento de San Luis y no en el panteón que la familia tenía en su localidad natal.